# Dominique Fabre (scénariste)
Pour les articles homonymes, voir Fabre.
Ne doit pas être confondu avec Dominique Fabre.
Dominique Fabre, né le 30 juin 1929, mort le 20 décembre 2010 à Pfeffikon, est un écrivain et un scénariste suisse, auteur de roman policier.

## Biographie
Journaliste, il publie chez Denoël trois romans policiers dont le premier Un beau monstre, paru en 1968, obtient le grand prix de littérature policière. Il est adapté au cinéma en 1971 dans un film français réalisé par Sergio Gobbi avec le titre éponyme. La Tête en feu publié en 1971 reçoit une nomination décernée par Mystère magazine. Le troisième et dernier roman Un meurtre est un meurtre en 1972 est adapté la même année dans un film français réalisé par Étienne Périer avec le titre éponyme.
Il continue sa carrière de scénariste et de dialoguiste pour le cinéma et la télévision en particulier avec Étienne Périer.

## Œuvre

### Romans
- Un beau monstre, Éditions Denoël (1968), réédition J'ai lu no 476 (1973)
- La Tête en feu, Éditions Denoël (1971), réédition Éditions Denoël, collection Relire (1977)
- Un meurtre est un meurtre, Éditions Denoël, Sueurs froides (1972)

## Filmographie

### Adaptations
- 1971 : Un beau monstre, film français réalisé par Sergio Gobbi, adaptation du roman éponyme
- 1972 : Un meurtre est un meurtre, film français réalisé par Étienne Périer, adaptation du roman éponyme

### En tant que scénariste ou dialoguiste  au cinéma
- 1957 : Charmants Garçons, film français réalisé par Henri Decoin
- 1959 : Bobosse, film français réalisé par Étienne Périer
- 1960 : Meurtre en 45 tours, film français réalisé par Étienne Périer
- 1961 : Quai Notre-Dame, film français réalisé par Jacques Berthier
- 1962 : Le Mercenaire (La Congiura dei dieci), film franco-italien coréalisé par Baccio Bandini et Étienne Périer
- 1967 : Des garçons et des filles, film français réalisé par Étienne Périer
- 1968 : Le Rouble à deux faces, film franco-espagnol réalisé par Étienne Périer
- 1971 : Macédoine, film franco-italien réalisé par Jacques Scandelari
- 1974 : La Main à couper, film franco-italien réalisé Étienne Périer
- 1977 : Servante et Maîtresse, film français réalisé par Bruno Gantillon
- 1977 : L'Animal, film français réalisé par Claude Zidi
- 1978 : La Part du feu, film français réalisé par Étienne Périer

### En tant que scénariste ou dialoguiste  à la télévision
- 1980 : La Grossesse de Madame Bracht, téléfilm français réalisé par Jean-Roger Cadet
- 1981 : La Confusion des sentiments, téléfilm français réalisé par Étienne Périer, adaptation La Confusion des sentiments de Stefan Zweig
- 1983 : Fou comme l'oiseau, téléfilm français réalisé par Fabrice Cazeneuve
- 1983 : Le Disparu du 7 octobre, téléfilm français réalisé par Jacques Ertaud
- 1984 : Louisiane, téléfilm franco-hispano-italiano-canadien réalisé par Philippe de Broca, Jacques Demy et Étienne Périer
- 1985 : Le Seul Témoin, téléfilm français réalisé par Jean-Pierre Desagnat
- 1985 : L'Ordre, téléfilm français réalisé par Étienne Périer
- 1987 : 5 épisodes de la série télévisée française Les Enquêtes Caméléon
- 1988 : La Garçonne, téléfilm français réalisé par Étienne Périer
- 1991 : À la vie, à l'amour, téléfilm français réalisé par Étienne Périer
- 1993 : Pour demain, téléfilm français réalisé par Fabrice Cazeneuve
- 1993 : La Vérité en face, téléfilm français réalisé par Étienne Périer
- 1994 : Balle perdue, téléfilm français réalisé par Étienne Périer
- 1997 : La Rumeur, téléfilm français réalisé par Étienne Périer

## Prix et distinctions
- Grand prix de littérature policière 1968 pour Un beau monstre[3]

## Sources
: document utilisé comme source pour la rédaction de cet article.
- Claude Mesplède (dir.), Dictionnaire des littératures policières, vol. 1 : A - I, Nantes, Joseph K, coll. « Temps noir », 2007, 1054 p. (ISBN 978-2-910-68644-4, OCLC 315873251)